# Hyles transcaucasica
Hyles transcaucasica är en fjärilsart som beskrevs av Gehlen. 1930. Hyles transcaucasica ingår i släktet Hyles och familjen svärmare. Inga underarter finns listade i Catalogue of Life.